# Dave Gould
 (mars 2019).
Si vous disposez d'ouvrages ou d'articles de référence ou si vous connaissez des sites web de qualité traitant du thème abordé ici, merci de compléter l'article en donnant les références utiles à sa vérifiabilité et en les liant à la section « Notes et références ».
Pour les articles homonymes, voir Gould.
Dave Gould est un chorégraphe américain d'origine hongroise né le 11 mars 1899 à Budapest (alors en Autriche-Hongrie) et mort le 3 juin 1969 à Los Angeles (Californie).

## Théâtre
- 1928 : Hello Yourself!!!!, comédie musicale (chorégraphie)
- 1929 : Grand Street Follies, comédie musicale (chorégraphie)
- 1930 : Fine and Dandy, comédie musicale (chorégraphie)
- 1930 : Second Little Show, comédie musicale (mise en scène)
- 1932 : Hey Nonny Nonny!, comédie musicale (chorégraphie)
- 1932 : The Gang's All Here, comédie musicale (chorégraphie)
- 1938 : Sing Out the News, comédie musicale (chorégraphie)

## Filmographie
- 1933 : Carioca (Flying Down to Rio) de Thornton Freeland
- 1933 : Croisière sentimentale (Melody Cruise) de Mark Sandrich
- 1934 : La Joyeuse Divorcée (The Gay Divorcee) de Mark Sandrich
- 1934 : Down to Their Last Yacht (en) de Paul Sloane
- 1934 : Hollywood Party de Richard Boleslawski, Allan Dwan et al.
- 1934 : Three on a Honeymoon de James Tinling
- 1934 : Hips, Hips, Hooray! (en) de Mark Sandrich
- 1935 : The Perfect Gentleman de Tim Whelan
- 1935 : Broadway Melody 1936 (Broadway Melody of 1936) de Roy Del Ruth
- 1935 : Folies-Bergère (Folies Bergère de Paris) de Roy Del Ruth
- 1936 : L'Appel de la folie (College Holiday) de Frank Tuttle
- 1936 : L'amiral mène la danse (Born to Dance) de Roy Del Ruth
- 1937 : Rosalie de W. S. Van Dyke
- 1937 : La Joyeuse Suicidée (Nothing Sacred) de William A. Wellman
- 1937 : Le Règne de la joie (Broadway Melody of 1938) de Roy Del Ruth
- 1937 : Un jour aux courses (A Day at the Races) de Sam Wood
- 1938 : Sérénade sur la glace (Breaking the Ice) d'Edward F. Cline
- 1939 : Everything's on Ice (en) d'Erle C. Kenton
- 1940 : The Boys from Syracuse d'A. Edward Sutherland
- 1940 : Rendez-vous à minuit (It All Came True) de Lewis Seiler
- 1942 : Rythme parade (en) (Rhythm Parade) de Dave Gould
- 1942 : Youth on Parade d'Albert S. Rogell
- 1942 : Trois Gouttes de poison (Sweater Girl) de William Clemens
- 1942 : Lady for a Night de Leigh Jason
- 1943 : O, My Darling Clementine (en) de Frank McDonald
- 1943 : Mon cœur bat pour Belita (Silver Skates) de Leslie Goodwins
- 1944 : La Danseuse du Silver Bar (en) (The Big Bonanza) de George Archainbaud
- 1944 : Invitation à la danse (Lady, Let's Dance) de Frank Woodruff
- 1944 : Rosie the Riveter de Joseph Santley
- 1944 : My Best Gal d'Anthony Mann
- 1944 : Casanova in Burlesque (en) de Leslie Goodwins
- 1944 : Hands Across the Border (en) de Joseph Kane

## Distinctions
Oscar de la meilleure chorégraphie

### Récompenses
- en 1936 pour "I've Got a Feeling You're Fooling", dans Broadway Melody 1936, et "Straw Hat", dans Folies-Bergère

### Nominations
- en 1937 pour "Swingin' the Jinx", dans L'amiral mène la danse
- en 1938 pour "All God's Children Got Rhythm", dans Un jour aux courses